# Даријус Мијо
Даријус Мијо је био француски композитор и учитељ. Био је један од чланова групе „Лес сикс” (Les Six). Може се сврстати међу модернисте, иако је експериментисао са разним стиловима укључујући и џез.

## Живот и каријера
Даријус Мијо рођен је у Марсеју. Своју каријеру започео је као виолиниста, да би касније почео да се бави компоновањем. Уписао је се на Конзерваториј у Паризу, гдје је упознао Артура Хонегера и Џермани Таилефера са којима ће касније сарађивати у оквиру групе „Лес сикс”. Од 1917. године до 1919. године Мијо је био секретар Паулу Клаудиелу који је био угледан кљижевник и француски амбасадор у Бразилу. Сарадња се првобитно односила на балет, а касније и на стварање музичке подлоге за многа Клаудиелева дјела. 
Године 1925, оженио се глумицом Маделин Милхауд са којом је добио једног сина.
До 1971. године предавао је у Паризу и Окланду, када је због нарушеног здравља био принуђен да се повуче.
Умро је у Женеви у осамдесетпрвој години живота.